# 남충장공시고 목판
남충장공시고 목판(南忠壯公詩稿 木板)은 충청북도 음성군 음성읍 읍내리에 있는 조선시대의 목판이다. 2002년 12월 6일 충청북도의 유형문화재 제218호로 지정되었다.

## 개요
남충장공시고는 조선 영조 때의 무신 남연년(1653∼1728)의 1책본 시집으로, 조선 영조 24년(1748)에 목판본으로 간행되었다.
남연년의 자는 수백이고, 호는 현암이다. 24세에 무과에 급제한 후 선전관을 거쳐 여러 벼슬을 지냈다. 조선 영조 4년(1728) 이인좌의 난이 일어나자 청주영을 지키다 순절하였다. 이에 조정에서 그 충절을 기리기 위하여 ‘충장공’이라는 시호를 내렸다.
남충장공시고는 남연년이 손수 쓴 유고(遺稿)가 있었는데 4책의 저자(著者) 수초본(手草本)에 수록된 1,600여수에 달하는 시 중에서 100수의 시를 당시의 문신 홍계희가 왕명으로 편집·간행한 것이다.
남충장공시고 판목은 『남충장공시고』 1책본을 간행하기 위하여 당시에 판각하였던 목판이다. 남연년이 쓴 유고의 초고에는 1권에 오언소절 130수, 칠언소절 310수, 2권에 오언사운 180수, 칠언사운 180수, 3권에 칠언소절 270수, 오언사운 150수, 4권에 칠언사운 376수, 잡고시 20수가 있다.
남충장공시고 판목은 서(序) 4판, 원고(原稿) 25판, 부록(附錄) 18판, 발(跋) 4판, 공표제(共標題) 1판 등 모두 52판으로 되어 있다. 목판 크기는 가로 47cm, 세로 23cm, 두께 1cm 내외이다.
남충장공시고 유고초고는 4책으로 되어 있으며, 1권은 74면, 2권은 120면, 3권은 100면, 4권은 136면이다. 행수는 4책 모두 12행이다.
남충장공시고 판목은 시문집으로서 결판없이 전판이 보존되어 있어 학술적·문학적 연구와 목판의 각자(刻字)·서체의 연구에 귀중한 자료이다.

## 같이 보기
- 남연년
- 남충장공시고

## 참고 자료
- 남충장공시고 목판 - 국가유산청 국가유산포털